# Кирпичная улица (Чернигов)
Кирпичная улица (укр. Цегельна вулиця) — улица в Деснянском районе города Чернигова. Пролегает от проспекта Мира до улицы Мартына Небабы.
Нет примыкающих улиц.

## История
В начале 1930-х годов в восточном направлении от улицы Т. Г. Шевченко была проложена Кирпичная улица — название связано с расположенностью поблизости к кирпичному заводу. В конце 1930-х годов на улице были возведены производственные помещения промышленной артели имени XVIII партсъезда, где изначально в 1936 году начала работу каретная мастерская. 
В 1955 году часть (конец) Кирпичной улицы была объединена с улицами Ницберга и Новошевченковская в единую улицу Боженко. В 1955 году часть Кирпичной улицы была переименована на улица Восемнадцатого партсъезда — в честь XVIII съезд Всесоюзной коммунистической партии (большевиков). 
В 1960 году обозостроительная артель преобразована в деревообрабатывающий завод, а в 1961 году к заводу присоединена артель «Деревообработчик» и предприятие получило название «Черниговская мебельная фабрика» (улица Мартына Небабы, дом № 106).
24 декабря 2015 года улице было возвращено историческое название, согласно распоряжению городского главы В. А. Атрошенко Черниговского городского совета № 308-р «Про переименование улиц города» («Про перейменування вулиць міста»)

## Застройка
Улица проложена в восточном направлении, дойдя до Черниговской мебельной фабрики делает поворот в северном направлении. Парная и непарная стороны заняты усадебной и многоэтажной жилой (10-этажные дома) застройкой. 
Учреждения: нет.